# Gabriel Spahiu
Gabriel Spahiu (n. 21 martie 1968, București, România) este un actor român de film, voce, radio, televiziune și scenă.

## Biografie
Gabriel Spahiu s-a născut la 21 martie 1968, în București. A absolvit Liceul „Nicolae Bălcescu” din București (1986), după care a urmat Facultatea de Matematică, Profilul Matematică, a Universității București (1987-1992) și Facultatea de Teatru, Specializarea Actorie a Universității Naționale de Artă Teatrală și Cinematografică „Ion Luca Caragiale” București (1992-1996). Și-a obținut doctoratul cu teza „Actorul la intersecția comunicării” (2014). A fost asistent universitar, consultant artistic la Facultatea de Film a Universității Naționale de Artă Teatrală și Cinematografică „Ion Luca Caragiale” (2011-2014).

## Filmografie
- Terminus Paradis (1998)
- Search for the Jewel of Polaris: Mysterious Museum (1999) - Sătean 1
- Phantom Town / Orașul fantomă (1999) - Recepționer la hotel
- Diplomatic Siege / Dușmanul dușmanului meu (1999) - Jan
- Aliens in the Wild, Wild West (1999) - Recepționer
- Train Quest (2001) - Business Man
- În fiecare zi Dumnezeu ne sărută pe gură regia Sinișa Dragin (2001)
- Une mort pour une vie (2002) - Fabien Jacobs
- Occident (2002) - spaniolul
- Garcea și oltenii (2002) - tatăl lui Garcea
- Callas Forever (2002) - Reporter
- Amen. (2002) - Inmate
- Vaccumus (2003)
- Tancul (2003)
- Haute tension / Înaltă tensiune (2003)
- Examen (2003) - martor 1
- Straight Into Darkness (2004) - Preotul nebun
- Raport despre starea națiunii (2004) - The Lunatic 'Eminescu'
- Hacker (2004)
- Project W (2005)
- Moartea domnului Lăzărescu (2005) - Leo, șoferul de pe ambulanță
- House of 9 (2005)
- Tertium non datur (2006) - subofițer român
- Sweeney Todd (2006) - Hot
- Și totul era nimic... (2006)
- Shadow Man / Omul din umbră (2006) - Male Cab Driver
- Om sărac, om bogat (2006) - Sandu
- Marilena de la P7 (2006) - Tatăl
- Hârtia va fi albastră (2006) - Georgescu
- Sinopsis docu-dramă (2007)
- SandPitt#186 / Balastiera #186 (2007)
- Radu+Ana (2007) - psihologul
- O nouă casă (2007)
- Lampa cu căciulă (2007) - tatăl
- La drumul mare (2007) - Cerșetorul
- Interior. Scară de bloc (2007) - administratorul
- Gumelnița. Bucșani. O nouă lume, același început (2007)
- Cover boy: The last revolution / Fotomodelul (2007) - Florin - padre di Ioan
- California Dreamin' (nesfârșit) (2007) - șeful sindicatului
- Alexandra (2007) - vecin
- Acasă (2007)
- Serviciul omoruri (2008) - Știrbu (ep.1)
- Restul e tăcere (2008) - tip bizar
- Tache (2008) - Nestor
- Nunta mută (2008) - nuntaș
- Lungul drum spre casă (2008)
- La nouvelle vague du cinema roumain / Noul val din filmul românesc (2008) - el însuși
- Arestat la domiciliu (2008)
- Adam Resurrected (2008) - Taub
- L'enfance d'Icare / Copilăria lui Icar (2009)
- Întâlniri încrucișate (2009) - Recepționer
- Francesca (2009) - șofer autobuz #2
- Cealaltă Irina (2009)
- Amintiri din Epoca de Aur 1: Tovarăși, frumoasă e viața! (2009) - vecinul Grigore
- Medalia de onoare (2009) - maistrul de la termoficare
- Zmeul (2010)
- Viața mea sexuală (2010) - Marcel
- Pauza de masă (2010)
- Oxigen / Oxygen (2010)
- Oul de cuc (2010)
- Bunraku (2010) - Boris Patz
- Bună, ce faci? (2011) - Iorgu
- [Aniversarea]] (2010) - Mircea
- Visul lui Adalbert (2011) - Iulică Ploscaru
- Ursul (2011) - Ciacanica
- Gun of the Black Sun (2011) - Tibor
- Film pentru prieteni (2011)
- ...Mama ei de tranziție!?! (2011)
- Toată lumea din familia noastră (2012) - Aurel
- Hotel Transylvania / Hotel Transilvania (2012) - Vârcolacul (versiune română)
- The Necessary Death of Charlie Countryman (2013) - șofer de taxi
- Sunt o babă comunistă (2013) - Culidiuc
- O umbră de nor (2013)
- Umbre (2014)
- Trece și prin perete (2014)
- Scurt/4: Istorii de inimă neagră (2014)
- Cripta (2014) - Popescu
- 2 + 2 (2015) - Segenthaler
- Aferim! (2015) - Vasile
- 03 ByPass (2015) - Doru
- Buzz House: The Movie (2024)
- Kontinental ’25 (2025)

## Dublaje
- Moto-animăluțele din junglă (Bungo)
- Hotel Transilvania- Vârcolacul Wayne
- Diabolik

## Premii
- 2013: Câștigător al premiului Gopo pentru cel mai bun actor în rol secundar (rolul Aurel din filmul „Toată lumea din familia noastră”)
- 2013: Nominalizat pentru premiul Gopo pentru cel mai bun actor (rolul Iulică Ploscaru, din filmul „Visul lui Adalbert”)